# Thomas Cooper (poète)
Pour les articles homonymes, voir Thomas Cooper.
Thomas Cooper (Leicester, 20 mars 1805 – 15 juillet 1892) est un poète anglais connu pour ses œuvres sur le mouvement chartiste en Angleterre écrites dans la première moitié du XIXe siècle.

## Enfance
Cooper fut dans un premier temps apprenti cordonnier, mais il parvint à s'instruire par lui-même, devint maître d'école (à 23 ans), puis prédicateur méthodiste.

## Chartisme, puis non-violence
Il s'impliqua dans la première vague du mouvement chartiste dans les années 1830 en tant que leader d'opinion et lecteur public. Il se joignit au personnel du Leicester Mercury, devint chartiste, et organisa les travailleurs en une "armée" et mena une grève générale en 1842. Il fut accusé de sédition et passa deux années en prison à Stafford, de 1842 à 1844, durant lesquelles il assista à la pendaison de six personnes, et écrivit Le Purgatoire des suicides (Purgatory and Suicides), une œuvre à teneur politique empruntant la forme d'une épopée. Il devint  non-violent et s'exprima à plusieurs reprises contre l'erreur chartiste du recours à la force physique. Il fut également l'auteur de plusieurs romans.
« Quoique la [non-violence] interdise de répandre le sang, même en défense personnelle, elle n'inculque pas une résignation au pouvoir des tyrans. La résistance morale est le vrai mot pour la régénération du monde. Réalises-tu combien la souffrance que tu endures, la privation dont tu te plains, provient de ta propre indifférence et inaction. Surmonte le mal par le bien. Accueille la mort du martyr, plutôt que le monde stagne dans les abus. Respecte la vérité quelles que soient les conséquences. Va crier que les hommes doivent cesser de prendre les vies des autres. Préconise cela, argumente pour cela ».